# Anthony Joshua vs. Volodymyr Klyčko
Anthony Joshua vs. Volodymyr Klyčko, noto anche come Frenzy at Wembley (Frenesia al Wembley), fu un incontro di pugilato tenutosi allo stadio di Wembley a Londra il 29 aprile 2017
La sfida, valida per i titoli mondiali WBA (Super), IBF e IBO dei pesi massimi, vide contrapposti l'imbattuto campione IBF Anthony Joshua e l'ex campione Volodymyr Klyčko: l'ucraino cercava di conquistare una cintura del mondo per la terza volta, dopo aver dominato i massimi tra il 2006 ed il 2015. Joshua ha vinto l'incontro per KO tecnico all'undicesima ripresa, unificando i mondiali di categoria e divenendo così il primo britannico a riuscirci in 18 anni dopo Lennox Lewis.
Capace di rilanciare la disciplina del pugilato a livello mondiale, il match è annoverato tra i più spettacolari e drammatici incontri nella storia dei pesi massimi. La sfida ha fatto registrare un tutto esaurito di 90 000 spettatori, record britannico di sempre a pari merito con il match Harvey-McAvoy del 1939. È stato inoltre l'evento in pay-per-view più acquistato nella storia del Regno Unito con oltre un milione e mezzo di vendite, cifre che hanno sorpassato il riconoscimento appartenuto al match Mayweather-Pacquiao del 2015. Per tali ragioni, nonché per la caratura degli sfidanti, Joshua-Klyčko è considerato il più importante incontro nella storia del pugilato britannico ed europeo.

## Contesto

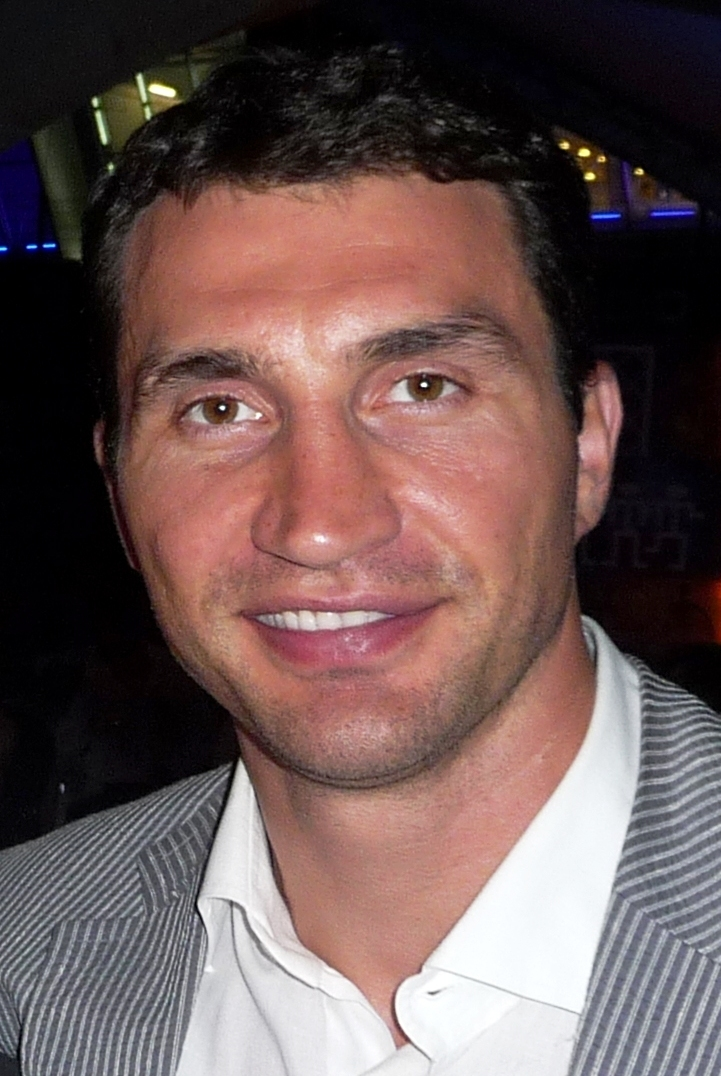
Volodymyr Klyčko, incontrastato campione dei pesi massimi tra il 2006 ed il 2015

Nell'agosto 2016 è stato annunciato che Anthony Joshua avrebbe difeso il proprio titolo IBF il 26 novembre all'Arena di Manchester. Tra i possibili sfidanti al mondiale sono stati considerati i vari Kubrat Pulev, Bermane Stiverne, Hughie Fury e Joseph Parker. Poche settimane dopo si è fatto tuttavia strada anche l'ex campione mondiale Volodymyr Klyčko, dopo che la sua rivincita contro Tyson Fury era stata annullata per la seconda volta. I problemi personali di Fury e la sua dipendenza da cocaina lo hanno poi costretto ad abbandonare i mondiali WBO e WBA (Super) per iniziare un percorso di disintossicazione.

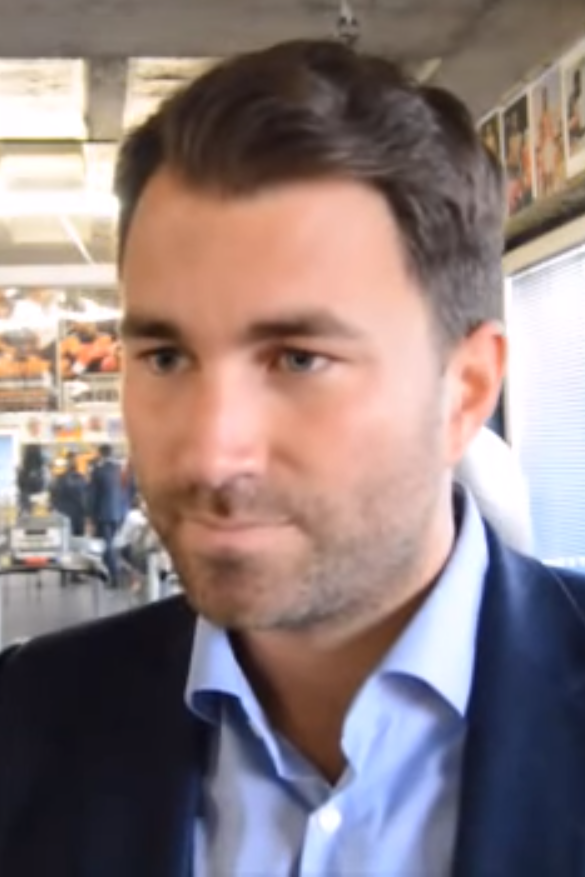
Il promotore inglese Eddie Hearn, figura chiave dell'ascesa sportiva e mediatica di Anthony Joshua

Pochi giorni dopo l'annullamento della sfida con Fury, Klyčko è stato quindi invitato da Eddie Hearn, promotore di Joshua, a sfidare l'inglese nel suo prossimo match. Inizialmente le due parti non hanno trovato difficoltà a stipulare un accordo, sebbene mancasse ancora un contratto ufficiale. Tuttavia, dopo l'abbandono delle cinture da parte di Fury, l'ucraino ha iniziato a chiedere l'inclusione del titolo WBA nella sfida titolata contro Joshua, senza però ricevere un'approvazione immediata da parte dell'organo sanzionatore. Il continuo rinvio della WBA era da ricercarsi nel fatto che il suo campione regolare Lucas Browne era impegnato in una disputa legale dopo essere risultato positivo al doping. Klyčko ha quindi virato le sue attenzioni sull'australiano, proponendogli un incontro per il 10 dicembre in Germania. La mancata approvazione della WBA per il match Joshua-Klyčko e un infortunio alla mano dell'ucraino hanno portato successivamente all'annullamento della sfida. Nel corso dei mesi successivi l'ex campione dei massimi è rimasto comunque in contatto con Hearn, manifestando l'intenzione di combattere Joshua nella prima parte del 2017.
Tra i nomi in campo per sfidare Joshua sono stati poi considerati Bryant Jennings e David Price. Un cambio di piani ha portato tuttavia a scegliere l'ex sfidante al titolo mondiale Éric Molina (25-3, 19 KO), proveniente da una vittoria in rimonta sul polacco Tomasz Adamek. Il 2 novembre la WBA ha messo ufficialmente in palio il proprio mondiale Super, a patto di una vittoria di Joshua sullo statunitense. L'incontro, svoltosi il 10 dicembre e trasmesso negli Stati Uniti dalla rete Showtime, ha visto l'inglese sbarazzarsi dello sfidante via KO in sole tre riprese.
Immediatamente dopo la vittoria di Joshua su Molina, Klyčko (spettatore a bordo ring) è stato invitato sul quadrato da Hearn. Il promotore inglese ha quindi annunciato un incontro fra Joshua e Klyčko per i mondiali IBF e WBA, da disputarsi il 29 aprile 2017 al Wembley Stadium di Londra. Il presidente della WBA Gilberto J. Mendoza ha in seguito confermato che il vincitore della sfida avrebbe dovuto affrontare il contendente numero uno Ortiz, con tempistiche ancora da decidere. Allo stesso tempo, la IBF ha dichiarato che il vincitore avrebbe dovuto difendere il mondiale dall'assalto del contendente Pulev. Tali ordini improrogabili da parte degli organi sanzionatori hanno portato gli esperti di settore ad ipotizzare l'abbandono di una delle due cinture per il futuro campione unificato.

## Marketing e promozione
L'evento è stato promosso dalla Matchroom Sport, società di eventi e di procura sportiva con a capo il promotore Eddie Hearn.

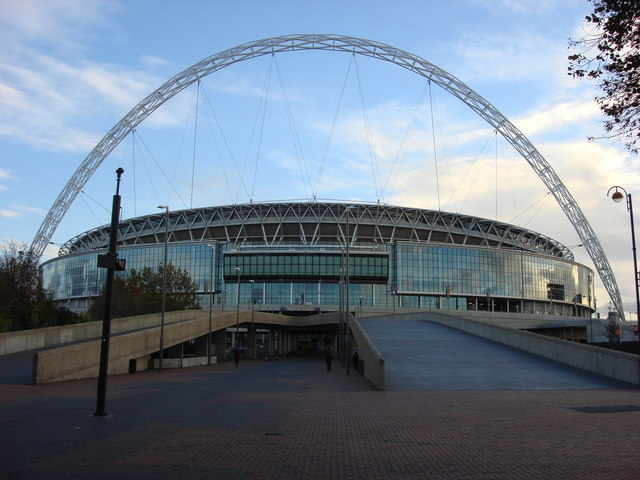
Lo stadio di Wembley, sede dell'incontro

Come sede del match era stata inizialmente considerata l'Arena di Manchester, ma più tardi la Matchroom Sport ha deciso di scegliere il capiente stadio di Wembley, riservato solitamente al calcio e ai grandi eventi di spettacolo, per aumentare il giro d'affari. Una scelta che ha dato subito i suoi frutti: nel gennaio 2017 Eddie Hearn ha annunciato la vendita di oltre 80 000 biglietti e richiesto la distribuzione di altri 5 000. Si tratta di un record per il box office locale: il precedente primato al botteghino apparteneva alla rivincita tra Carl Froch e George Groves, disputatasi nel 2014 davanti ad 80 000 appassionati. L'esaurimento immediato dei biglietti per il match ha portato i circuiti di rivendita ad innalzare enormemente i prezzi, tanto da arrivare quasi a 43 000 sterline per un posto in prima fila. Una concessione da parte del Sindaco di Londra Sadiq Khan ha in seguito permesso l'allestimento di 90 000 posti a sedere, il che ha reso Joshua-Klyčko l'incontro con il maggior pubblico in Gran Bretagna dal 1939 (a pari merito del match Harvey-McAvoy).
La promozione della sfida si è svolta in un contesto di grande sportività, con l'assenza quasi totale di trash-talking: facendo leva sulle reciproche debolezze, entrambi hanno comunque finito per scambiarsi attestati di stima reciproca.

## Il programma
Il programma originario della serata prevedeva un totale di sei incontri. Per mancanza di tempo, il match di antipasto che avrebbe dovuto includere il promettente massimoleggero Lawrence Okolie è stato cancellato poco prima dell'evento principale: gli incontri precedenti avevano infatti avuto una durata più lunga delle aspettative, il che ha costretto la Matchroom Sport ad annullare l'esibizione di Okolie.

## L'incontro
La cerimonia del peso si tiene il 28 aprile 2017. In un clima di grande rispetto reciproco, Joshua fa registrare un peso di 113 kg, di poco superiore ai 108 di Klyčko.
Lo stadio di Wembley è tutto esaurito per l'incontro. Il campione mondiale IBF Joshua è generalmente dato favorito per la sfida generazionale: le quote sono influenzate dalla sconfitta subita da Klyčko contro Fury nel novembre 2015, e dal fatto che l'ucraino non combatte proprio da quell'incontro. L'ex campione del mondo rappresenta in ogni modo il primo vero banco di prova per il ventisettenne inglese, presentatosi alla sfida con una percentuale di knockout del 100%.
Entrambi i pugili combattono in maniera cauta per i primi quattro round, con Joshua che si affida alla propria esplosività e Klyčko molto calcolatore. Nella quinta ripresa una serie di potenti colpi da parte del campione manda lo sfidante a terra, il quale è in grado di rialzarsi e a mettere poi in seria difficoltà un esausto Joashua sino al termine del round. Nella sesta tornata del match è invece un rapido uno-due dell'ucraino ad atterrare il campione, che subisce così il primo knockdown in carriera. Le fasi successive proseguono con il controllo di Klyčko, capace di tenere a bada l'affaticato Joshua con il suo pungente jab sinistro. L'epilogo della sfida arriva all'undicesimo round: si rivela assai decisivo un poderoso montante destro che travolge le resistenze di Klyčko, a cui seguono due suoi atterramenti prima dell'interruzione dell'arbitro per KO tecnico.
Al momento dell'interruzione Joshua era in vantaggio su due cartellini dei giudici (96-93 e 95-93), mentre il terzo dava invece come vincitore Klyčko (95-93). Secondo le statistiche del CompuBox, il campione in carica ha mandato a segno 107 pugni su 355 (30%), mentre lo sfidante ha dimostrato maggiore precisione sferrandone 94 su 256 (37%).

### Cartellini di punteggio
| Giudice        | Pugile | 1  | 2  | 3  | 4  | 5  | 6  | 7  | 8  | 9  | 10 | 11 | 12 | Totale |
| -------------- | ------ | -- | -- | -- | -- | -- | -- | -- | -- | -- | -- | -- | -- | ------ |
| Don Trella     | Joshua | 10 | 10 | 10 | 10 | 10 | 8  | 9  | 9  | 10 | 10 | -  | -  | 96     |
|                | Klyčko | 9  | 10 | 9  | 9  | 8  | 10 | 10 | 10 | 9  | 9  | -  | -  | 93     |
| Nelson Vazquez | Joshua | 10 | 9  | 10 | 10 | 10 | 8  | 9  | 9  | 10 | 10 | -  | -  | 95     |
|                | Klyčko | 9  | 10 | 9  | 9  | 8  | 10 | 10 | 10 | 9  | 9  | -  | -  | 93     |
| Steve Weisfeld | Joshua | 10 | 10 | 10 | 9  | 10 | 8  | 9  | 9  | 9  | 9  | -  | -  | 93     |
|                | Klyčko | 9  | 9  | 9  | 10 | 8  | 10 | 10 | 10 | 10 | 10 | -  | -  | 95     |

## Reazioni
Il match è stato considerato all'altezza delle aspettative. Secondo il settimanale The Economist, Joshua-Klyčko "sarà ricordato come un incontro spettacolare, forse addirittura un classico, per i drammatici cambiamenti di rotta e per la ferocia dei colpi". ESPN l'ha invece definito come "il miglior incontro dei pesi massimi sin da quando Lewis mise KO Tyson". Lo stesso "Iron" Mike Tyson, divenuto campione indiscusso all'età di 20 anni, ha poi definito Joshua come "il nuovo re dei pesi massimi".
Pur nella sua sconfitta, la prestazione di Klyčko è considerata tra le migliori della sua carriera, tanto da contribuire significativamente a rivalutare l'immagine del quarantunenne ucraino a livello mondiale. Pugile il cui dominio nei massimi è stato a lungo considerato di "impatto negativo", soprattutto per il pubblico statunitense, l'ex campione si è infatti guadagnato ampio rispetto da tutto il mondo pugilistico e numerose lodi per la sua prova di orgoglio.

## Incassi
L'incontro ha prodotto introiti pari a 71 milioni di euro (circa 60 milioni di sterline), con 10 milioni provenienti solamente dal botteghino. Si è trattato del più proficuo match di pugilato in Gran Bretagna: il primato precedente era di 22 milioni di sterline, appartenuto alla rivincita tra Carl Froch e George Groves. In pay-per-view la sfida ha invece generato oltre un milione e mezzo di acquisti, altro record britannico assoluto.
Sia Joshua che Klyčko hanno guadagnato per la loro prestazione una borsa base di 18 milioni di euro (pari a circa 15,2 milioni di sterline).

## Conseguenze

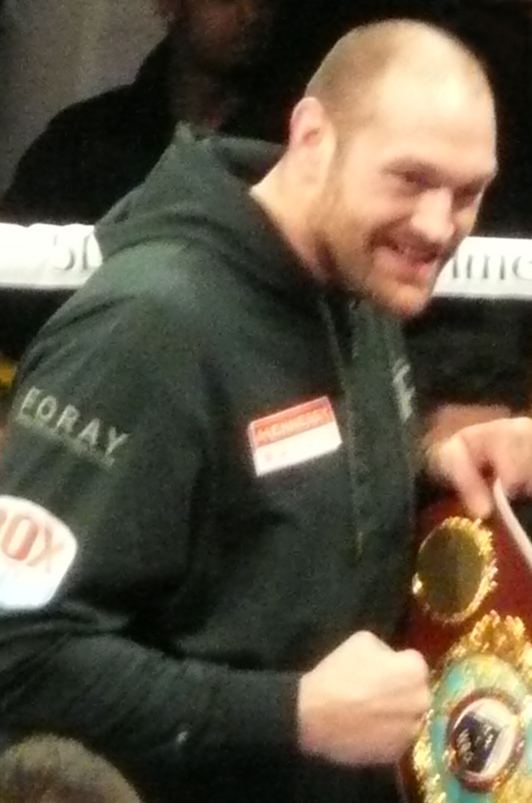
L'ex campione del mondo Tyson Fury

Al termine del match sia Klyčko che Joshua si sono dichiarati disponibili ad un nuovo incontro. Una clausola presente nel loro contratto avrebbe infatti permesso allo sconfitto di chiedere una rivincita, da disputarsi entro novembre-dicembre 2017. A 41 anni d'età e con numerose battaglie alle proprie spalle, l'ex campione del mondo ha al contempo ammesso di considerare l'idea del ritiro.
I pretendenti alle corone di Joshua non tardano ad arrivare: escluso Klyčko, il giovane britannico vede di fronte a sé le difese obbligatorie dei titoli IBF e WBA, rispettivamente contro il bulgaro Kubrat Pulev e l'imbattuto cubano Luís Ortiz. Sullo sfondo vi sono anche appetibili match contro il campione WBC Wilder, il campione WBO Parker oppure il britannico Tyson Fury, al quale Joshua aveva lanciato una sfida nell'intervista post-incontro. In ogni caso, la vittoria su un veterano come Klyčko ha segnato la definitiva consacrazione del ventisettenne di Watford.
Nel frattempo proseguono le trattative fra i campi di Joshua e Klyčko, con una rivincita programmata per l'11 novembre 2017 a Las Vegas. Dopo settimane di negoziazioni, l'ucraino sceglie di rifiutare l'offerta per poi dichiarare il proprio ritiro dal mondo del pugilato il 3 agosto, attraverso un comunicato sul proprio sito internet. L'ex campione conclude così la sua carriera con un record di 64 vittorie e 5 sconfitte.
La ricerca di uno sfidante culmina con l'annuncio da parte di Joshua, il 5 settembre, di un match contro Pulev il 28 ottobre al Principality Stadium, per le corone mondiali IBF, WBA e WBO dei pesi massimi. Tuttavia, poche settimane prima dell'incontro, Pulev riporta un infortunio alla spalla e il suo posto viene preso dal franco-camerunese Carlos Takam. Di fronte a 78 000 spettatori, Joshua ne esce vittorioso tramite KO tecnico alla decima ripresa.